# Михайлівська селищна рада (Перевальський район)
| Михайлівська селищна рада — орган місцевого самоврядування у Перевальському районі Луганської області з адміністративним центром у смт Михайлівка. Історична дата утворення: в 1917 році. Водоймища на території, підпорядкованій даній раді: річки Біла, Довга. Селищній раді підпорядковані населені пункти: - смт Михайлівка - с-ще Карпати |

## Склад ради
Рада складається з 26 депутатів та голови.

### Керівний склад ради
| ПІБ                           | Основні відомості                                                                                   | Дата обрання | Дата звільнення |
| ----------------------------- | --------------------------------------------------------------------------------------------------- | ------------ | --------------- |
| Матайтіс Сергій Ромальдосович | Селищний голова, 1955 року народження, освіта, безпартійний                                         | 26.03.2006   | 31.10.2010      |
| Солохін Сергій Іванович       | Селищний голова, 1955 року народження, освіта середня спеціальна, член Комуністичної партії України | 31.10.2010   |                 |

Примітка: таблиця складена за даними джерела